# Antwerpen
Antwerpen (Flamsk: Antwerpen, vallonsk: Anvers) er en by i Flandern i det nordlige Belgien. Byen ligger i provinsen Antwerpen, tæt ved grænsen til nabolandet Holland. Byen har 529.247(2020) indbyggere og et areal på 204,51 km².

## Havneby
Antwerpen er en af verdens vigtigste havnebyer, da den ligger strategisk placeret ved Schelde-floden. En af de tidligste beboelser blev i 836 plyndret af vikingerne, som herefter anlagde en ny beboelse inklusive borg. Vikingerne forblev flere årtier på stedet.
Opsplitningen af Karl den Stores rige betød, at Schelde-floden kom til at danne grænse mellem det tyske og franske rige. Dette øgede byens strategiske betydning. Antwerpen blev del af hertugdømmet Brabant som et uafhængigt markgrevskab.
I 1500-tallet blev Antwerpen Europas og verdens vigtigste havneby. Det skyldtes, at de habsburgske fyrster, der havde arvet Nederlandene, Spanien, Tyskland og Den Nye Verden, lod havnen blive omdrejningspunktet i deres import fra det nyopdagede Amerika. Desuden var Antwerpens vigtigste konkurrent, den flamske by Brugge, sandet til i løbet af 1400-tallet. Til sidst kom en hel del spanske jøder til byen, efter at de var blevet fordrevet fra Spanien. Byen har stadig et stort jødisk kvarter med mange jøder af ortodoks observans.
Byens forfald kom pludseligt og var en følge af religionskrigene, der kom til at dele Nederlandene i en sydlig del (stort set det nuværende Belgien) og en nordlig del (stort set den nuværende stat Nederlandene). I 1585 besatte spansk-katolske tropper Antwerpen. Halvdelen af befolkningen flyttede nordpå til den nye Republiek der Verenigde Provinciën. Antwerpen skulle fra nu af være en havneby af regional betydning. Faklen som største verdenshavn blev givet videre til det opblomstrende Amsterdam.
Antwerpen har fået sin anden storhedsperiode som havneby fra 1800-tallet op til i dag. Napoleon Bonaparte fik gravet den første moderne dok. Den franske kejser ville have brugt Antwerpen som sin "pistol, rettet mod Det Forenede Kongerige". Den nederlandske konge Wilhelm I satte yderligere skub i udviklingen, efter at Belgien og Nederlandene i en kort periode var blevet genforenet.
Antwerpen står i top 10 over verdens største havnebyer.

## Kunstby
Udover at være et økonomisk kraftcenter blev Antwerpen i renæssancen også et vigtigt center for kunst og kultur. Kendte malere, der havde deres værksted i byen, var Pieter Brueghel, Jacob Jordaens, Peter Paul Rubens og Antoon van Dyck. Den nederlandske maler Vincent van Gogh gik på Kunstakademiet i Antwerpen.
Antwerpen har i tidens løb bidraget til den danske kunst og kultur. De danske konger, bl.a. Frederik 2. og Christian 4., fik købt masser af kunst i Antwerpen. Slægten van Steenwinckel, der bl.a. byggede Børsen i København og delvist også Kronborg Slot i Helsingør, kom fra Antwerpen.
I renæssancen var Antwerpen tillige et vigtigt center for bogtryk, bl.a. med den franske slægt Plantin, ophavsmand til skrifttypen med samme navn.

## Diamant og mode
Antwerpen er verdens vigtigste handelscenter for diamanter. Halvdelen af verdens slebne diamanter og 85% af verdens rå diamanter får sig en tur gennem Antwerpen. Dette er grunden til, at byen kaldes "verdens diamanthovedstad".
Byen er også hjemsted for et antal moderne flamske tøjdesignere, bl.a. Dirk Bikkembergs, Dries van Noten, Walter Van Beirendonck, Ann Demeulemeester, Dirk Van Saene og Marina Yee (også kendt som The Antwerp Six).

## Seværdigheder
- Rubensmuseet, malerens palads og arbejdssted midt i byen
- Museet for bogtryk, Plantin-Moretus
- Vor Frue Katedralen, med 123 m den højeste domkirke i Benelux
- Antwerpen huser det første belgiske museum specielt for pommes frites på adressen Groenplaats 12.
- Het Steen (borg ved havnen)